# Garçom
Empregado de mesa, garçon (português europeu) ou garçom (português brasileiro) (em francês:  garçon, "rapaz") é um profissional da área de restauração, que trabalha em restaurantes ou bares servindo comida e bebida aos clientes. Em alguns países, o seu salário provém maioritariamente de gorjetas.

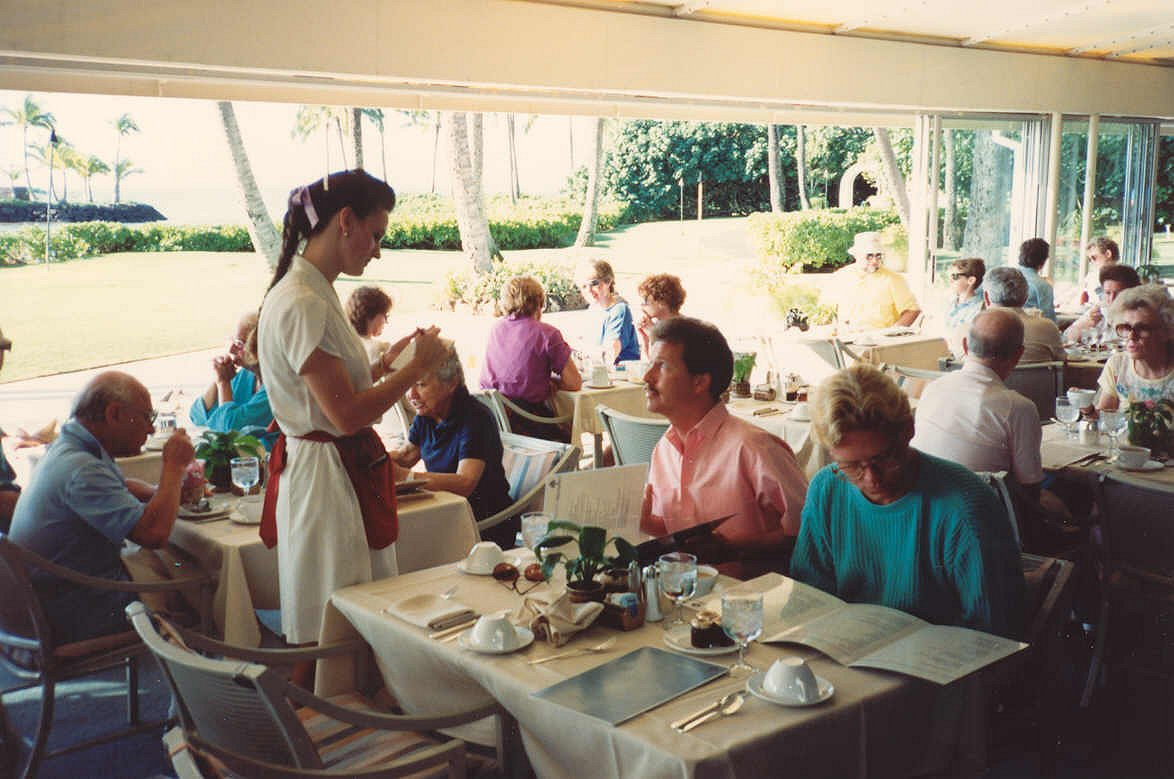
Uma garçonnete a anotar um pedido num restaurante dos Estados Unidos.

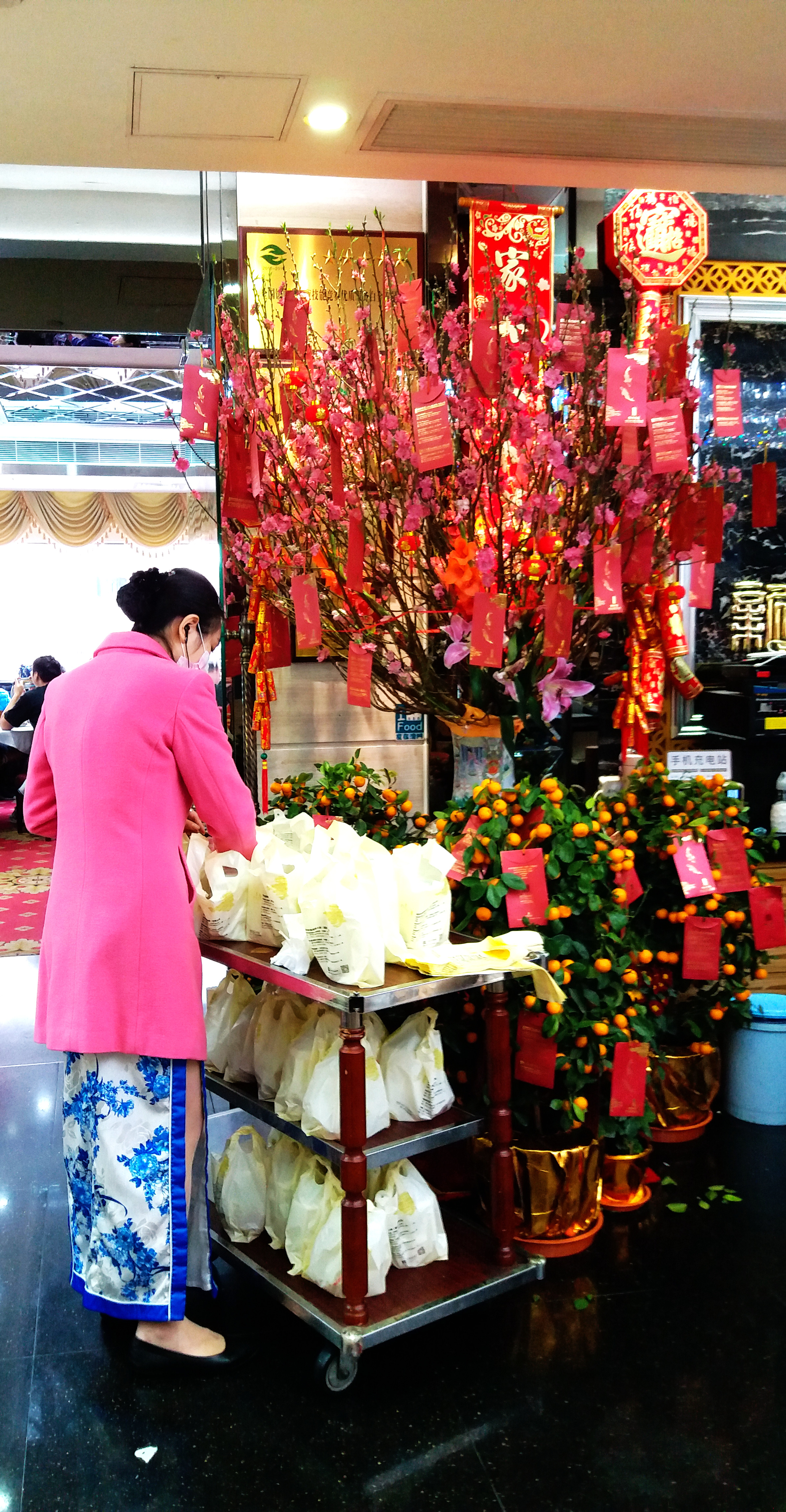
uma empregada de mesa num restaurante chinês em Macau

O seu nome é também utilizado para descrever um corte de cabelo usado por mulheres nos anos 20 do século XX. O "corte à garçon", "à lá garçonne" ou ainda "à garçonne" era caracterizado por ser usado liso, bastante curto, pelas orelhas, semelhante ao de um garçon ("rapaz" em francês), podendo ou não ter franja. O termo ganhou força com o romance francês "La Garçonne", de Victor Margueritte, e ficou conhecido por assinalar a emancipação da causa feminista e sufragista, sendo rapidamente celebrado pelo cinema e o mundo da moda. Coco Chanel e Louise Brooks foram algumas das celebridades a utilizar este estilo de cabelo.
Em termos de gíria ou calão de futebol, no Brasil, "garçom" é também o nome dado ao jogador que dá o passe para a finalização das jogadas.

## Gorjeta
Nos Estados Unidos, Reino Unido, Canadá, Brasil e muitos outros países do Ocidente e do Oriente Médio, é habitual que os clientes paguem uma gratificação para um servidor após uma refeição. 15% é considerado normal nos Estados Unidos, com um pequeno aumento para 30% no Canadá e na Áustria, dependendo do nível de qualidade do serviço.
No Brasil, é comum os clientes oferecerem 10% aos profissionais desta área. Em algumas situações, a taxa de serviço, também chamada de gratificação, é incluída prévia e obrigatoriamente na conta do restaurante. Essas taxas de serviço são geralmente em torno dos 18%, sendo ainda dada uma taxa voluntária adicional por vezes.
Em Portugal, não existe qualquer obrigatoriedade de o cliente dar gorjeta, nem é espectável, para o empregado de mesa, recebê-la. Na restauração de gama média alta, é no entanto considerado adequado deixar gratificação de acordo com a qualidade do atendimento prestado. O serviço não é cobrado percentualmente em função da conta.
Em contrapartida, os clientes e servidores da área no Japão recusam-se a dar e receber gratificações, pois culturalmente é considerado algo inapropriado e até ofensivo.
Algumas pessoas acreditam que a taxa imposta por alguns restaurantes é uma forma de transferir a responsabilidade de pagar os salários dos servidores aos clientes.